# Zagrebački festival
Zagrebački festival jedan je od najstarijih festivala zabavne glazbe uopće i najstariji festival zabavne glazbe u ovom dijelu Europe. Održava se neprekinuto od 1953. godine. Osnovan je samo četiri godine nakon svog uzora, najznačajnijeg festivala te vrste, onog u Sanremu (Festival di Sanremo).

## Povijest
Prvi je Zagrebački festival održan u prosincu 1953. pod naslovom Izaberite najbolje plesne melodije 1953., u Koncertnoj dvorani Istra (današnje Zagrebačko kazalište mladih), 
Njegovao je urbani zvuk kasnih 1950-ih i ranih 1960-ih godina, iz kojeg je kasnije nastala prepoznatljiva zagrebačka škola šansone. Zagrebački festival je bio ne samo jedna od najpopularnijih pozornica za velika imena domaće zabavne glazbe, nego i festival najznačajnijih domaćih autora šansona i šlagera. Tako su se tokom četrdeset i pet godina Zagrebačkog festivala, održavanog u kino dvorani Studentskog centra, te kasnije u Koncertnoj dvorani "Vatroslav Lisinski" pojavljivali autori i izvođači kao: Ana Štefok, Višnja Korbar, Arsen Dedić, Drago Diklić, Hrvoje Hegedušić, Ibrica Jusić, Gabi Novak, Tereza Kesovija, Zdenka Vučković, Miki Jevremović, Oliver Dragojević, Kemal Monteno, Ljupka Dimitrovska, Zrinko Tutić, Seid Memić Vajta, Jasna Zlokić i brojni drugi. Nakon posustajanja tijekom 1990-ih godina, festival se orijentira prema urbanoj šansoni.
U proteklih pola stoljeća je nezaobilazan događaj u hrvatskoj glazbi i u cijeloj bivšoj Jugoslaviji. Pomogao je afirmaciji zabavne i plesne glazbe kao kulturnog fenomena i suoblikovao regionalni i nacionalni glazbeni izraz. Na Zagrebfestu su promovirane tisuće skladbâ koje su proteklih desetljeća činile korpus tradicionalne zabavne glazbe ovih prostora, a svi značajni izvođači nastupali su redovito na ovom festivalu.
Za vrijeme svojih vrhunaca festival je predstavljao velik kulturni i društveni događaj, odvijao se u velikim prostorima pred tisućama posjetitelja, a znao je trajati cijeli tjedan s nizom koncerata raznih žanrova i stilova zabavne, plesne i lake muzike odnosno pop-glazbe.
Od samog svog osnutka Zagrebfest je zamišljen kao festival skladatelja, odnosno djela, a ne izvođača - pjevača. Tako su na prvom festivalu nastupila samo dva izvođača (Ivo Robić i Rajka Vali), koji su izveli osam skladbi. Iako se takav koncept festivalskih pjevača nije prakticirao kasnijih godina, uvijek je festival stavljao naglaske na prezentaciju autora i vrednovanje njihovih pjesama, a ne interpretacije.
U svojstvu direktora festivala pojavio se niz skladatelja koji spadaju u sam vrh hratske zabavne glazbe. Nakon utemeljitelja Fedora Kopse, koji je festival vodio do 1955. (a danas je najstariji živući član HDS-a) bili su tu Krešimir Oblak, Ferdo Pomykalo, Miljenko Prohaska, Nikica Kalogjera, Bojan Hohnjec, Vanja Lisak, Zvonko Špišić, Ivica Stamać i Hrvoje Hegedušić, dok je Drago Diklić vodio čak sedamnaest festivala.
Iako festivali zabavne glazbe ne predstavljaju veliku medijsku i društvenu atrakciju kao što su to činili šezdesetih, sedamdesetih i osamdesetih godina prošlog stoljeća, Zagrebfest i u 21. stoljeću ima svoju publiku i umjetnike koji žele nastaviti vrijedne zasade tradicionalne popularne glazbe, tako da svake jeseni i dalje predstavlja događaj kojeg Zagrepčani ne zaobilaze.
Za svoje 61. izdanje, Zagrebački festival okrenuo se novoj koncepciji i modernom festivalskom ruhu, s novim umjetničkim direktorom Antom Pecotićem. U dvorani Hypo Centra, 18. siječnja 2014., nastupilo je 18 izvođača među kojima su se našla trenutno najpoznatija imena hrvatske popularne glazbe. Najviše glasova publike osvojila je skladba "Tragovi" (M. Vestić) u izvedbi Opće opasnosti, dok je najemitiranija pjesma 61. Zagrebačkog festivala "Postoji li mjesto" Kristijana Rahimovskog.
2016. na čelo festivala dolazi Neno Belan s kojim Zagrebački festival nastavlja svoju misiju kreatora radijskog etera i platforme za promociju kvalitetne domaće pop glazbe mainstream usmjerenja. I dalje su u fokusu festivala autori - po službenim podacima HDS ZAMP-a, od dolaska nove festivalske direkcije 2014., festivalske pjesme su u narednih pet godina emitirane 280.755 puta, a svojim autorima donijele su zaradu od ukupno 3.136.894,53 kuna. U prosjeku, svaka pjesma zaradila je 31.055,73 kuna. Ovi iznosi odnose se na zaradu od tzv. „malih prava“ koja uključuju televizijska i radijska emitiranja na lokalnim, regionalnim i nacionalnim postajama. U istom petogodišnjem periodu predstavilo se 71 različitih izvođača koji su izveli 102 nove pjesme.

## Pobjedničke pjesme Zagrebačkog festivala

### 1950. – 1959.
| Godina      | Nagrada publike        | Autor / Tekstopisac / Aranžer                        | Izvođač                                       |
| ----------- | ---------------------- | ---------------------------------------------------- | --------------------------------------------- |
| 1953 / 54.  | Ta tvoja ruka mala     | Ljubo Kuntarić / Blanka Chudoba / Stjepan Mihaljinec | Ivo Robić                                     |
| 1955.       | Mambo, mambo           | Marijan Marjanović                                   | Rajka Vali                                    |
| 1956.       | Ako nećeš da te ljubim | Ljubo Kuntarić / Blanka Chudoba / Stjepan Mihaljinec | Ivo Robić                                     |
| 1957. / 58. | Žuti cvijet            | Maks Mottl / Radivoj Pilje                           | Anica Zubović                                 |
| 1959.       | Ljubav ili šala        | Milutin Vandekar / Alka Ruben / Radan Bosner         | Gabi Novak / Ivo Robić (alternativne verzije) |

### 1960. – 1969.
| Godina | Nagrada publike             | Autor / Tekstopisac / Aranžer                           | Izvođač                      |  | Nagrada stručnog žirija              |  | Nagrađene šansone                                   |
| ------ | --------------------------- | ------------------------------------------------------- | ---------------------------- |  | ------------------------------------ |  | --------------------------------------------------- |
| 1960.  | Meštrovićev zdenac          | Vilibal Čaklec / Dragutin Britvić                       | Ivo Robić / Gabi Novak       |  | Ti si moja obala (Stipica Kalogjera) |  |                                                     |
| 1961.  | Svitanje                    | Stjepan Mihaljinec / Slobodan Šelebaj / Milivoj Korbler | Lola Novaković / Vice Vukov  |  | Odgovor u vjetru (Mario Nardelli)    |  |                                                     |
| 1962.  | Ti nisi došao               | Alfons Vučer / Silvija Sentinella / Stipica Kalogjera   | Lola Novaković / Gabi Novak  |  |                                      |  | Ko' crne ruže cvijet (Ivo Kustan)                   |
| 1963.  | Platno, boje, kist i twist  | Ivica Krajač / Ivica Krajač                             | Kvartet 4M / Zdenka Vučković |  | Bolero noći (Milutin Vandekar)       |  | Zagreb, Zagreb (Alfons Vučer)                       |
| 1964.  | Balada                      | Pero Gotovac / Zvonimir Golob                           | Zvonko Špišić / Ana Štefok   |  | Golubovi (Branko Mihaljević)         |  |                                                     |
| 1965.  | Zbog čega te volim          | Mario Bogliuni / Slobodan Šelebaj                       | Ivo Robić / Marko Novosel    |  | Kratak susret (Nenad Grčević)        |  | Parkovi (Alfi Kabiljo)                              |
| 1966.  | Za našu ljubav to je kraj   | Alfons Vučer / Mario Kinel                              | Gabi Novak / Dragan Stojnić  |  | Mirjana (Alfons Vučer)               |  | Kockar (Zvonko Špišić)                              |
| 1967.  | Ne pitajte za nju           | Alfons Vučer / Justina Sappe / Alfons Vučer             | Milan Bačić / Crveni koralji |  | Svemu dođe kraj (Alfi Kabiljo)       |  | Balada iz predgrađa (Hrvoje Hegedušić)              |
| 1968.  | Samo ti                     | Marija Radić / Toma Adnimi                              | Mirko Bačič i Meteori        |  | Prije ili kasnije (Alfi Kabiljo)     |  | Celuloidni pajac (Pero Gotovac)                     |
| 1969.  | Bar nešto za laku noć i san | Alfons Vučer / Mario Longhino / Pero Gotovac            | Vice Vukov                   |  | Igra života (Drago Diklić)           |  | Još uvijek ne znam neke važne stvari (Pero Gotovac) |

### 1970. – 1979.
| Godina | Nagrada publike             | Autor / Tekstopisac / Aranžer                          | Izvođač         |  | Nagrada stručnog žirija                      |  | Nagrađene šansone                                   |
| ------ | --------------------------- | ------------------------------------------------------ | --------------- |  | -------------------------------------------- |  | --------------------------------------------------- |
| 1969.  | Bar nešto za laku noć i san | Alfons Vučer / Mario Longhino / Pero Gotovac           | Vice Vukov      |  | Igra života (Drago Diklić)                   |  | Još uvijek ne znam neke važne stvari (Pero Gotovac) |
| 1970.  | Svijet je velik             | Alfi Kabiljo / Drago Britvić / Alfi Kabiljo            | Vice Vukov      |  | Partija karata (Zvonko Špišić)               |  | Mačka (Pero Gotovac)                                |
| 1971.  | Gazi, gazi srce moje        | Hrvoje Hegedušić / Maja Perfiljeva                     | Gabi Novak      |  | Zemljo moja (Pero Gotovac)                   |  | Bicikl (Zvonko Špišić)                              |
| 1972.  | Dok razmišljam o nama       | Karlo Metikoš / Ivica Krajač / Ozren Depolo            | Josipa Lisac    |  | Samo ljubav zna (Arsen Dedić)                |  | Kako sam volio Liču (Mile Rupčić)                   |
| 1973.  | Otkad si tuđa žena          | Hrvoje Hegedušić / Maja Perfiljeva / Stipica Kalogjera | Dalibor Brun    |  | Kuća za ptice (Arsen Dedić)                  |  | Modra rijeka (Arsen Dedić                           |
| 1974.  | Riječi pomirenja            | Đorđe Novković / Željko Sabol / Đorđe Novković         | Duško Lokin     |  | Kruh (Zvonko Špišić)                         |  | Dugo u noć, u zimsku bijelu noć (Ivica Stamać)      |
| 1975.  | Zaboravi ako možeš          | Đelo Jusić / Sveto Vuković / Stipica Kalogjera         | Tereza Kesovija |  | Ljutit će se moja mama (Nikica Kalogjera)    |  |                                                     |
| 1976.  | Ženo moja                   | Vladimir Delač / Maja Perfiljeva / Đorđe Novković      | Duško Lokin     |  | Budi dobar i misli na mene (Kornelije Kovač) |  |                                                     |
| 1977.  | Sve se vraća, sve se plaća  | Đelo Jusić / Željko Sabol / Đelo Jusić                 | Tereza Kesovija |  | Sve se vraća, sve se plaća (Đelo Jusić)      |  |                                                     |
| 1978.  | Što je ostalo od ljubavi    | Đelo Jusić / Željko Sabol / Đelo Jusić                 | Tereza Kesovija |  | Najljepša si (Tomislav Ivčić)?               |  |                                                     |
| 1979.  | Na Stradunu                 | Đelo Jusić / Luko Paljetak / Đelo Jusić                | Tereza Kesovija |  |                                              |  | Pamtim samo sretne dane (Kemal Monteno)             |

### 1980. – 1989.
| Godina | Nagrada publike                                             | Autor / Tekstopisac / Aranžer                                 | Izvođač                           |  | Nagrada stručnog žirija                   |  | Nagrađene šansone                      |
| ------ | ----------------------------------------------------------- | ------------------------------------------------------------- | --------------------------------- |  | ----------------------------------------- |  | -------------------------------------- |
| 1980.  | Nemaš vremena za mene                                       | Rajko Dujmić / Momčilo Popadić                                | Novi fosili                       |  | On me voli na svoj način (Arsen Dedić)    |  |                                        |
| 1981.  | Plava ruža zaborava                                         | Arsen Dedić / Arsen Dedić / Mato Došen                        | Gabi Novak                        |  |                                           |  |                                        |
| 1982.  | Zaboravi sve                                                | Vlado Kalember / Mario Mihaljević / Mato Došen                | Zlatko Pejaković                  |  | Marijana, Marijana (Bogdan Sretan)        |  | Da se razumijemo (Marija Radić)        |
| 1983.  | Kako naći pravi put                                         | Davor Jašek / Davor Jašek / Igor Savin                        | Krunoslav Slabinac                |  | Prevario sam se u tebi (Dejan Petković)   |  | C'est la vie (Alfi Kabiljo)            |
| 1984.  | Povedi me                                                   | Rajko Dujmić / Mario Mihaljević / Rajko Dujmić                | Jasna Zlokić                      |  | Traži se jedan Vanja (Davor Jašek)        |  |                                        |
| 1985.  | Probudi se                                                  | Đelo Jusić / Margit Antauer / Đelo Jusić                      | Snježana Naumovska                |  | Osjećam to (Vladimir Delač / Krste Juras) |  |                                        |
| 1986.  | Te oči zelene / Ne mogu više bez tebe (jednak broj glasova) | Ivica Šerfezi / Jasminka Holt; Tony Glowatzky / Jasminka Holt | Ivica Šerfezi; Krunoslav Slabinac |  | Kraljica divljine (Krešimir Klemenčić)    |  |                                        |
| 1987.  | Nije nam bilo suđeno                                        | Krunoslav Slabinac / Maja Perfiljeva / Dragan Laban           | Krunoslav Slabinac                |  | Kako da ti kažem (Srećko Zubak)           |  |                                        |
| 1988.  | Kad te napuste svi                                          | Tonči Huljić / Bratislav Zlatanović / Mato Došen              | Zlatko Pejaković                  |  | Suze ljubavi (Ivo Lesić)                  |  | Kad se Zagrebom prošećem (Mario Kinel) |
| 1989.  | Kad odu svi                                                 | Đorđe Novković / M.Vukelić – Ž.Pavičić                        | Jasna Zlokić                      |  | Kad sam nemirna u snu (Dalibor Paulik)    |  | Balada o Trnju ?                       |

### 1990. – 1999.
| Godina        | Nagrada publike                                                           | Autor / Tekstopisac / Aranžer                                             | Izvođač                                                                   |                                                                           | Nagrada stručnog žirija                                                          |
| ------------- | ------------------------------------------------------------------------- | ------------------------------------------------------------------------- | ------------------------------------------------------------------------- | ------------------------------------------------------------------------- | -------------------------------------------------------------------------------- |
| 1990.         | Zlatna noć                                                                | Ilan Kabiljo / Ilan Kabiljo / Ilan Kabiljo                                | Ilan i Ivana                                                              |                                                                           |                                                                                  |
| 1991.         | Festival nije bio natjecateljskog karaktera - nema proglašenja pobjednika | Festival nije bio natjecateljskog karaktera - nema proglašenja pobjednika | Festival nije bio natjecateljskog karaktera - nema proglašenja pobjednika | Festival nije bio natjecateljskog karaktera - nema proglašenja pobjednika | Festival nije bio natjecateljskog karaktera - nema proglašenja pobjednika        |
| 1992.         | Voli me ili oslobodi me                                                   | Senad Galijašević / Stevo Cvikić                                          | Anamarija                                                                 |                                                                           | Santa Maria (Zrinko Tutić)                                                       |
| 1993.         | Ti si čovjek moj                                                          | Zrinko Tutić / Nenad Ninčević / Nikša Bratoš                              | Maja Blagdan                                                              |                                                                           | Da te mogu vratiti (Davor Devčić) / Nudiš mi razloge za kraj (Silvester Dragoje) |
| 1994. – 1999. | Festival nije bio natjecateljskog karaktera - nema proglašenja pobjednika | Festival nije bio natjecateljskog karaktera - nema proglašenja pobjednika | Festival nije bio natjecateljskog karaktera - nema proglašenja pobjednika | Festival nije bio natjecateljskog karaktera - nema proglašenja pobjednika | Festival nije bio natjecateljskog karaktera - nema proglašenja pobjednika        |

### 2000. – 2009.
| Godina     | Nagrada publike                                                           | Autor / Tekstopisac / Aranžer                                             | Izvođač                                                                   |                                                                           | Nagrada stručnog žirija                                                   |
| ---------- | ------------------------------------------------------------------------- | ------------------------------------------------------------------------- | ------------------------------------------------------------------------- | ------------------------------------------------------------------------- | ------------------------------------------------------------------------- |
| 2000.      | Vrati se u moje dane                                                      | Marko Tomasović / Inge Privora / Duško Mandić                             | Zdenka Kovačićek                                                          |                                                                           | Putujem (Tihomir Preradović)                                              |
| 2001.      | Živim u snu                                                               | Đorđe Novković / Arsen Dedić                                              | Gabi Novak                                                                |                                                                           | Sve jeseni zime (Boris Novković)                                          |
| 2002.      | 24 sata s tobom                                                           | Miro Ungar / Milivoj Briški                                               | Miro Ungar                                                                |                                                                           | Zagreb noću (Dražen Čuturić)                                              |
| 2003-2005. | Festival nije bio natjecateljskog karaktera - nema proglašenja pobjednika | Festival nije bio natjecateljskog karaktera - nema proglašenja pobjednika | Festival nije bio natjecateljskog karaktera - nema proglašenja pobjednika | Festival nije bio natjecateljskog karaktera - nema proglašenja pobjednika | Festival nije bio natjecateljskog karaktera - nema proglašenja pobjednika |
| 2006.      | Danas i jučer                                                             | Vatroslav Štefanec / Jadranka Krištof / Josip Cvitanović)                 | Đani Stipaničev                                                           |                                                                           | Svako jutro još po tebi miriše (Marko Tomasović)                          |
| 2007.      | Moja prva zagrebačka ljubav                                               | Đelo Jusić / Nedo Zuban                                                   | Stijepo Gleđ Markos                                                       |                                                                           | Pusti otok (Dražen Žanko)                                                 |
| 2008.      | Kiša                                                                      | Marko Tomasović / Mario Šimunović                                         | Lidija Bačić                                                              |                                                                           | Kiša (Marko Tomasović)                                                    |
| 2009.      | Zagrebačka puca                                                           | Rajko Suhodolčan / Tomislav Baran / Josip Cvitanović                      | Rajko Suhodolčan                                                          |                                                                           | Sama (Ante Pecotić)                                                       |

### od 2010.
| Godina | Nagrada publike                                                           | Autor / Tekstopisac / Aranžer                                             | Izvođač                                                                   |                                                                           | Nagrada stručnog žirija                                                   |
| ------ | ------------------------------------------------------------------------- | ------------------------------------------------------------------------- | ------------------------------------------------------------------------- | ------------------------------------------------------------------------- | ------------------------------------------------------------------------- |
| 2010.  | Kad me ljubiš ovako                                                       | Ante Pecotić / Ante Pecotić / Ante Pecotić                                | Sabrina                                                                   |                                                                           |                                                                           |
| 2011.  | Tako Lako                                                                 | Branimir Mihaljević / Fayo / Branimir Mihaljević                          | Tvrtko Stipić                                                             |                                                                           | Ljubav u boji (Marko Tolja)                                               |
| 2012.  | Festival nije bio natjecateljskog karaktera – nema proglašenja pobjednika | Festival nije bio natjecateljskog karaktera – nema proglašenja pobjednika | Festival nije bio natjecateljskog karaktera – nema proglašenja pobjednika | Festival nije bio natjecateljskog karaktera – nema proglašenja pobjednika | Festival nije bio natjecateljskog karaktera – nema proglašenja pobjednika |
| 2013.  | Festival nije bio natjecateljskog karaktera – nema proglašenja pobjednika | Festival nije bio natjecateljskog karaktera – nema proglašenja pobjednika | Festival nije bio natjecateljskog karaktera – nema proglašenja pobjednika | Festival nije bio natjecateljskog karaktera – nema proglašenja pobjednika | Festival nije bio natjecateljskog karaktera – nema proglašenja pobjednika |

| Godina | Nagrada                         | Autor / Tekstopisac / Aranžer                                      | Izvođač              |  | Najemitiranija pjesma                                                                                       |
| 2014.  | Tragovi                         | Mario Vestić / Mario Vestić                                        | Opća Opasnost        |  | |
|        | Postoji li mjesto               | Kristijan Rahimovski / Kristijan Rahimovski / Igor Ivanović        | Kristijan Rahimovski |  | Pavel – Čuvaj me (Aljoša Šerić)                                                                             |
| 2015.  | Čudna ili čudesna               | Tibor Karamehmedović / Sanin Karamehmedović                        | Silente              |  | Neno Belan & Fiumens - Jer je pjesma dio nas (Neno Belan)                                                   |
| 2016.  | Ne voliš me više                | Tomislav Mrduljaš / Robert Pauletić                                | Marijan Ban          |  | Pavel - Poslije nas (Aljoša Šerić)                                                                          |
| 2017.  | Sve u meni se budi              | Ante Pecotić                                                       | KEDZO & Zsa Zsa      |  | KEDZO & Zsa Zsa - Sve u meni se budi (Ante Pecotić)                                                         |
| 2018.  | Najbolji ljudi                  | Ivana Vrdoljak Vanna                                               | Vanna                |  | Antonela Doko - O čemu pričamo (Arjana Kunštek)                                                             |
| 2019.  | Srce mi umire za njom           | Ante Pecotić                                                       | Damir Kedžo          |  | |
| 2020.  | Samo nek' ona sretna je         | Marko Kutlić / Aleksandar Čubrilo / Igor Ivanović / Marko Vojvodić | Marko Kutlić         |  | Samo nek' ona sretna je - Marko Kutlić (Marko Kutlić / Aleksandar Čubrilo / Igor Ivanović / Marko Vojvodić) |
| 2021.  | Ptice                           | Matija Cvek / Alan Dović                                           | Matija Cvek          |  | Ptice - Matija Cvek / Alan Dović                                                                            |
| 2022.  | Nekad je bilo bolje             | Nenad Borgudan                                                     | Detour               |  | Nekad je bilo bolje - Detour (Nenad Borgudan)                                                               |
| 2023.  | Trending ft. Alejandro Buendija | Pamela Ramljak, Nika Antolos, Neda Parmać, Saša Antić              | Feminnem             |  | Lagano na vrijeme - Saša Lozar (Predrag Martinjak - Peggy, Bojan Šalamon - Shalla)                          |
| 2024.  | Voljet ćeš opet                 | Aljoša Šerić                                                       | ToMa                 |  | |

Izvor:

## Značajnije pjesme Festivala
| Godina | Izvođač                        | Pjesma                                      |
| ------ | ------------------------------ | ------------------------------------------- |
| 1962.  | Lola Novaković                 | "Ti nisi došao"                             |
| 1963.  | Zdenka Vučković                | "Zagreb, Zagreb" (Vraćam se, Zagrebe, tebi) |
| 1964.  | Arsen Dedić                    | "Moderato cantabile"                        |
| 1967.  | Hrvoje Hegedušić               | "Balada iz predgrađa"                       |
| 1968.  | Ivica Percl                    | "Stari Pjer"                                |
| 1969.  | Ibrica Jusić                   | "Još uvijek ne znam neke važne stvari"      |
| 1970.  | Arsen Dedić                    | "Djevojka za jedan dan"                     |
| 1971.  | Gabi Novak                     | "Gazi, Dragi, Srce Moje"                    |
| 1972.  | Josipa Lisac                   | "Dok razmišljam o nama"                     |
| 1972.  | Indexi                         | "Sanjam"                                    |
| 1973.  | Gabi Novak                     | "Kuća za ptice"                             |
| 1974.  | Drago Diklić                   | "Opet si plakala"                           |
| 1976.  | Tereza Kesovija                | "Stare ljubavi"                             |
| 1978.  | Oliver Dragojević              | "Ključ života"                              |
| 1979.  | Gabi Novak                     | "Pamtim samo sretne dane"                   |
| 1980.  | Stijene                        | "Sve je neobično ako te volim"              |
| 1980.  | Gabi Novak                     | "On me voli na svoj način"                  |
| 1981.  | Zrinko Tutić                   | "Doris"                                     |
| 1981.  | Gabi Novak                     | "Plava Ruža Zaborava"                       |
| 1982.  | Arsen Dedić                    | "Dida moj"                                  |
| 1983.  | Frano Lasić                    | "Volim te, budalo mala"                     |
| 1984.  | Jasna Zlokić                   | "Povedi me"                                 |
| 1985.  | Magazin                        | "Piši mi"                                   |
| 1986.  | Senad od Bosne                 | "Jasmina"                                   |
| 1987.  | Indexi                         | "Ulica Karađozbega"                         |
| 1988.  | Dino Dvornik                   | "Tebi pripadam"                             |
| 1989.  | Jasna Zlokić                   | "Kad odu svi"                               |
| 1990.  | Novi fosili                    | "Kad budemo ja i ti 63"                     |
| 1992.  | Annamarija                     | "Voli me il' oslobodi me (16 godina)"       |
| 1993.  | Maja Blagdan                   | "Ti si čovjek moj"                          |
| 1997.  | Boris Novković & Kemal Monteno | "Daleko, daleko"                            |
| 2000.  | Zdenka Kovačiček               | "Vrati se u moje dane"                      |
| 2011.  | Marko Tolja                    | "Ljubav u boji"                             |
| 2014.  | Pavel                          | "Čuvaj me"                                  |
| 2015.  | Neno Belan                     | "Jer je pjesma dio nas"                     |
| 2015.  | Silente                        | "Čudna ili čudesna"                         |
| 2016.  | Pavel                          | "Poslije nas"                               |
| 2016.  | Marijan Ban                    | "Ne voliš me više"                          |
| 2017.  | Kedžo feat. Zsa Zsa            | "Sve u meni se budi"                        |
| 2018.  | Vanna                          | "Najbolji ljudi"                            |
| 2019.  | Damir Kedžo                    | "Srce mi umire za njom"                     |
| 2020.  | Marko Kutlić                   | "Samo nek' ona sretna je"                   |
| 2021.  | Matija Cvek                    | "Ptice"                                     |

## Vanjske poveznice
- Zagrebački festival - službene stranice
- Hrvatsko društvo skladatelja - Zagrebfest  Arhivirana inačica izvorne stranice od 5. prosinca 2012. (Wayback Machine)
- Pet godina Zagrebačkog festivala u brojkama HDS ZAMP-a (2014. – 2019.)

1. ↑  Raniji su mu nazivi Zagrebački festival zabavne glazbe (do 1983.), Zagrebfest (1984. – 2012.), a poznat je i kao Festival Zagreb. Od 2013. nosi svoje izvorno ime u skraćenom obliku.

1. ↑  Pobjedničke pjesme. Zagrebački festival. Pristupljeno 23. siječnja 2025.